# タカハシヒョウリ
タカハシヒョウリ（高橋 表裏、11月2日 - ）は、日本のミュージシャン、作家。ロックバンド・オワリカラ、科楽特奏隊のボーカル、ギタリスト。吉祥寺出身。

## 略歴
早稲田大学文学部卒業。
2008年、4人組ロックバンド・オワリカラを結成。アルバム6枚をリリース、各フェスへの出演や、二度の海外ツアー、クーラ・シェイカー来日サポートなど活動。また作詞作曲家として開歌-かいか-、大槻ケンヂなどに楽曲提供。
その傍ら、共通の趣味を持つ友人と特撮音楽をバンドサウンドで表現するロックバンド 科楽特奏隊結成（2012年）。徳間ジャパンよりメジャーデビュー、テレビ東京系列『おはスタ』出演。
また、文筆家として『SPICE』『日刊サイゾー』『特撮秘宝』小学館『DIME』主婦と生活社『ar』円谷プロダクション公式メディア『TSUBURAYA IMAGINATION』『モノ・マガジン』などへの連載やコラム寄稿も行っている。好きなものは謎と蕎麦と誠意。
2021年からはナカムラリョウ（ex.POLYSICS）とクリエイティブチーム操演と機電活動開始。さまざまな企画プロデュースなども手掛ける。

## 楽曲制作、提供
- 大槻ケンヂ
  - 『アウトサイダー・アート』「ぽえむ」「探偵はBARにいてGHOSTはBRAINにいる」「オーケンファイト」「奇妙にすぎるケース」作曲・編曲・演奏
  - オケミス名義『ロマンスグレイ』「レッツダンス・ロマンスグレイ」「ハーレムの終わり」「なんで怒るの？」作曲・プロデュース
- 開歌-かいか-
  - 『歌の咲く島/セミロング』作詞・作曲
  - 『かいかのMUSIC』全5曲 作詞・作曲
  - 『花歌-はなうた-』全7曲 作詞・作曲
  - 『サン・マナ・パーニャ』作詞、作曲：石崎光・タカハシヒョウリ、編曲：石崎光
  - 『燦然-さんぜん-』作詞・作曲、編曲：大濱健悟
  - 『折々』「だれかに会えるなら」作詞、『くちびるにブリザード』作詞・作曲
- ポケモンカードゲーム ソード&シールド  「VSTARユニバース」アジアCM「バトルを飾れ！篇」音楽
- ポケモンカードゲーム スカーレット＆バイオレット 「ワイルドフォース」「サイバージャッジ」アジアCM音楽
- D'yerMak'er
  - 『あやしげサングラス/サイハテソング』作詞・作曲、編曲：オワリカラ
- 夢咲あいり シングル『空に吠える』作詞 シングル『やればできる子』作詞 シングル『太陽と太陽』作詞(夢咲あいりと共作)
- 鈴木卓爾監督『嵐電』主題歌「島ガール星ガール」作詞：あがた森魚、作曲：あがた森魚・タカハシヒョウリ、編曲：タカハシヒョウリ
- 河崎実監督『遊星王子2021』主題歌作詞・作曲、劇伴音楽：操演と機（ナカムラリョウと共作）
- TOKYO MX ドラマ『スポットライト』第4話「らーめんほのか」主題歌「ほ・め・ら・れ・た」作詞・作曲
- 蜜『ヨーソロー』M5「おっと吃驚！ミイラだよ」作詞・編曲
- 劇団ハーベスト 第15回舞台公演『肉体改造クラブ 女子高生版』テーマ曲、劇中曲制作
- ukka メジャー1st full album『青春小節〜音楽紀行〜』M8『ティーンスピリット』作詞
- 狂い咲けセンターロード 『N』M-1「狂い咲き街道まかり通る』作詞、作曲：Dr.Usui
- Fenomeno 音楽朗読劇『清く正しいアイドルグループの作り方！』劇中曲『My Selfish』作詞 作曲：Dr.Usui
- ddm 『愛っていうんだって』作詞作曲編曲 『みらみら』作詞作曲 編曲：ナカムラリョウ 『愛はScarely』作詞作曲 編曲：スタジオローサ
- 映画『愛の茶番』江本純子監督作品 主題歌、劇中歌、劇伴音楽プロデュース（ピアノ：おおくぼけい）

## 出演
- bayfm『it!!』 - 2021年からコーナー内ゲスト
- TBSラジオ『アフター6ジャンクション』 - 宇多丸を相手に年に1～2回、ガイガン山崎と特撮作品について語る。
- 「TSUBURAYA CONVENTION 2019」イベント出演  「ULTRAMAN ARCHIVES TSUBU-CON Special ウルトラマン」
- GUNDAM Cafe TOKYO BRAND CORE イベント出演  2020/11/8「機動戦士ガンダムTHE ORIGIN」スペシャルトーク ゲスト：潘めぐみ   2020/11/15「機動戦士ガンダム00」スペシャルトーク ゲスト：水島精二、真堂圭   2020/12/13「やっぱりドムが好き」
- 「ウルトラマンフェスティバルONLINE」
- 「ウルトラマンフェスティバル 2019」内「大人のウルフェス2019」イベント出演
- ウルトラセブン IF Story 『55年前の未来』（2023年） - 弾き語りの男性 役

## 連載
- 円谷プロ 公式サブスクサイト『TSUBURAYA IMAGINATION』「タカハシヒョウリのTSUBURAYA DIVE」隔月連載中
- 月刊『アニメージュ』クロスレビューコーナー
- エンタメ特化型情報メディア『SPICE』「サブカル風来坊!!」不定期連載中
- 主婦と生活社『ar』「おタク男子の処方箋」全114回
- ガンダムFC『最響ガンダム』
- 日刊サイゾー「サイケデリックな偏愛文化探訪記！」全9回
- Skream!「火星から来た漫読家」全30回
- 『モノ・マガジン』
  - 2022年7月16日号「ウルトラマン」特集号
  - 2022年11月16日号「ウルトラセブン」特集号
  - 2023年3月2日「怪獣特集号」
  - 2023年11月2日「円谷プロダクション60周年」特集号
  - 2023年12月2日「ゴジラ」特集号

## トークイベント
- 『中沢健・ガイガン山崎・タカハシヒョウリの 未確認社会性物体』　（2022年1月29日開催、以降隔月で開催中）
- 『秘密会議ガンドロヒョウリ』　（2023年４月１５日開催、以降不定期で開催中）
- 『映画雑談の会』（不定期ゲストとして出演）

## その他の活動
- 『ウルトラ怪獣もののけ絵巻展』企画
- Qualia『てんぷら妖怪』TVCM BGMギター演奏　制作：操演と機電
- 映画『ガンヘッド』Blu-ray（東宝映像事業部）アートディレクション：操演と機電
- 「ガメラ2 レギオン襲来」4Kデジタル修復版 札幌特別上映イベント 出演・企画協力 ゲスト：樋口真嗣